# Лазурник
Лазу́рник (лат. Láser) — монотипный род цветковых растений, входящий в семейство Зонтичные (Apiaceae). Единственный вид — Лазурник трёхлопастно́й, или Лазурник трёхлопастный (лат. Láser trílobum) — травянистое растение, плиоценовый реликт.

## Ботаническое описание

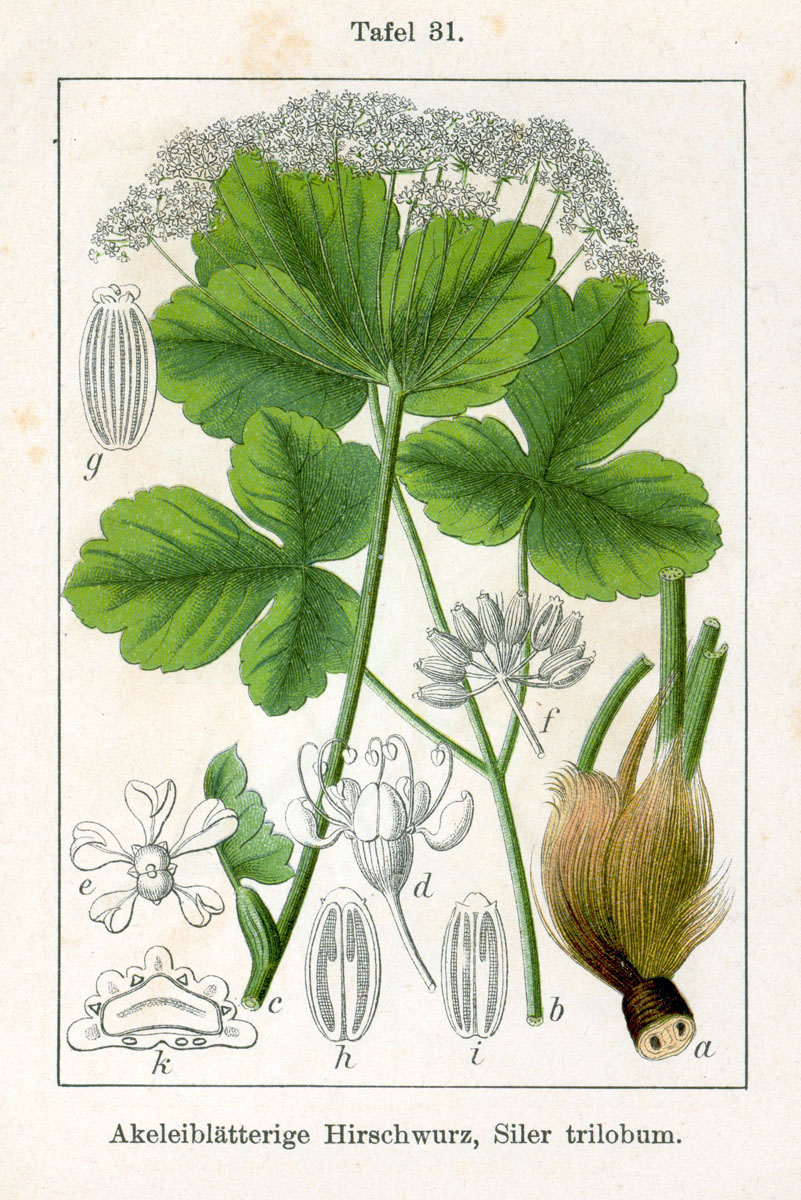

Многолетнее травянистое растение высотой 30—120 см. Стебель голый, ветвистый, прямостоячий, с сизым налетом, покрыт волокнистыми остатками отмерших листьев. Листья дважды — четырежды тройчатые, также покрыты сизым налетом. Верхние листья со вздутым влагалищем, нижние — на длинных черешках, также со вздутым влагалищем. Сегменты первого порядка также на черешочках; конечные сегменты длиной до 10 см и шириной около 8 см, трёхлопастные, округлые в очертании, с крупногородчатым краем.
Устьица аномацитные и диацитные.
Соцветие — сложный 15—20-лучевой полушаровидный зонтик диаметром 10—25 см. Цветоножки 3—12 мм длиной. Обёртка отсутствует. Цветки мелкие, актиноморфные. Листочки обёрточек мелкие, ланцетовидной формы, быстро опадающие. Лепестки белые, красноватые, широколанцетные. Подстолбия конической формы, короче стилодиев. Стилодии отогнутые, длиной 1—1,5 мм. Цветёт в июне — июле. Плодоносит в июле — августе.
Плод 6—8 мм длиной и 3—5 мм длиной, голый, гладкий, продолговато-эллиптический.
Число хромосом 2n = 22.
Описан с горного хребта Горганы (Западная Украина). Типовой экземпляр в Лондоне.

## Экология и распространение
Обитает в лесах, опушках, полянах, на известняковых обнажениях, на мергелях. Встречается обычно единичными растениями или небольшими популяциями.
Лазурник распространён в Восточной Европе, Средиземноморье и в Малой Азии. В России известен на Кавказе, на Урале и в областях Центрального Черноземья.

## Охранный статус
Занесён в Красные книги Ростовской области, Республики Башкортостан, Кировской области, Республики Марий Эл, Пензенской области, Пермского края, Самарской области и Воронежской области. Ранее включался в Красную книгу Удмуртии. Также решением Луганского областного совета № 32/21 от 3 декабря 2009 вид включён в «Список регионально редких растений Луганской области».
Культивируется в Ботаническом саду Пермского Государственного Университета. Также опыт культивирования имеется в Ботаническом саду Воронежского государственного университета.

## Таксономия
Лазурник трёхлопастной был впервые действительно описан Карлом Линнеем в 1753 году в книге Species plantarum, положившей начало современной ботанической номенклатуре. Линней поместил его в род Laserpitium (Гладыш), назвав, соответственно, Laserpitium trilobum. В 1795 году немецкий ботаник Мориц Бальтазар Боркхаузен выделил его в монотипный род Laser, однако не снабдил его описанием. В 1799 году новый род был действительно описан в книге Г. Гертнера, Б. Мейера и И. Шербиуса. На протяжении длительного времени в состав рода включалось около 3 видов, однако в настоящее время он снова признан монотипным.

### Синонимы
По данным The Plant List, вид имеет следующие синонимы:
- Angelica aquilegifolia (Jacq.) Lam., nom. illeg.
- Angelica triloba (L.) Desf. ex Steud., nom. inval.
- Laser aquilegifolium (Jacq.) Röhl. ex Steud., nom. inval.
- Laserpitium aquilegifolium Jacq., nom. illeg.
- Laserpitium carniolicum Bernh. ex Steud., nom. inval.
- Laserpitium trilobum L.basionym
- Siler aquilegifolium (Jacq.) Gaertn., nom. illeg.
- Siler trilobum (L.) Crantz

## Галерея

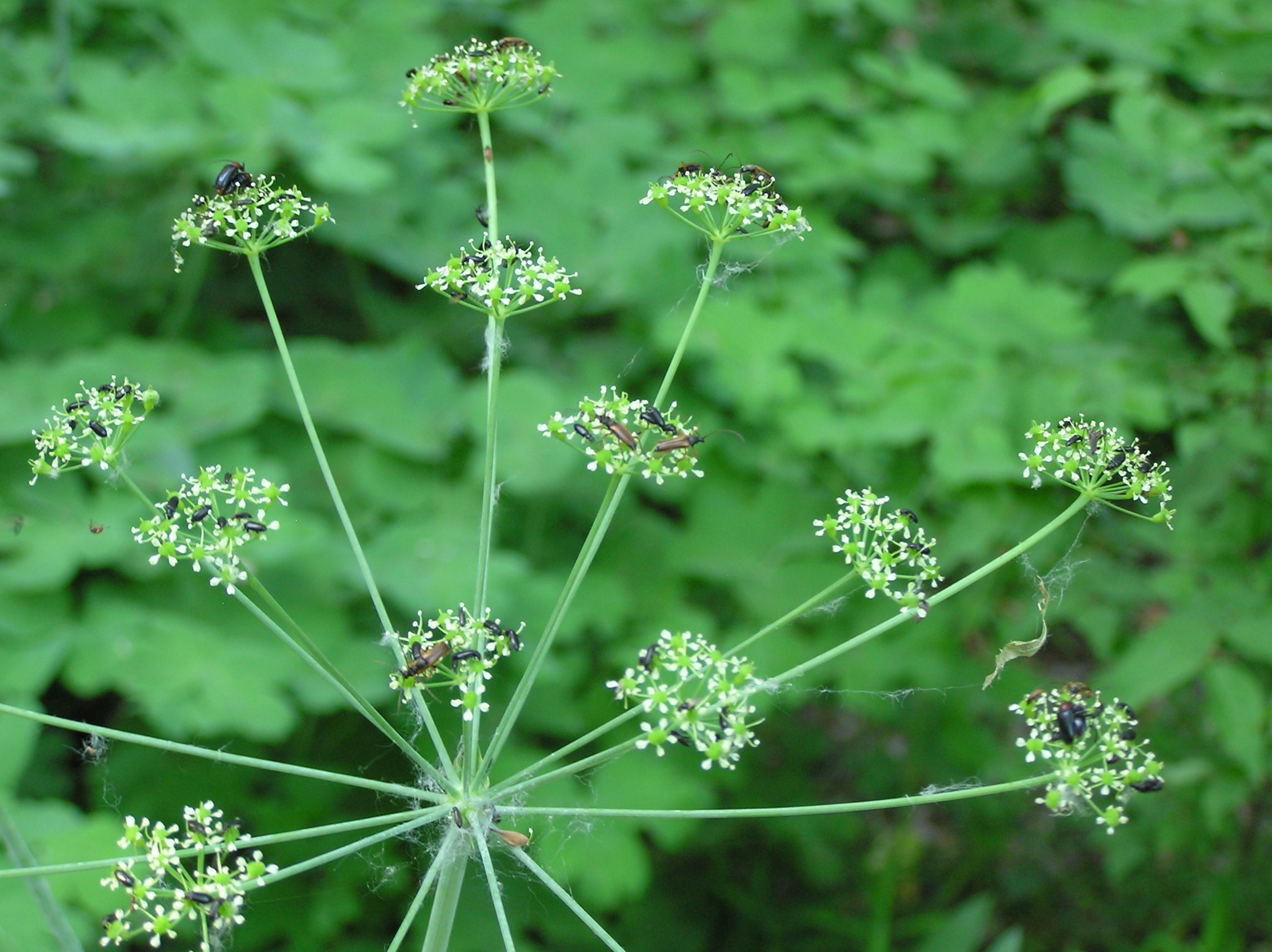
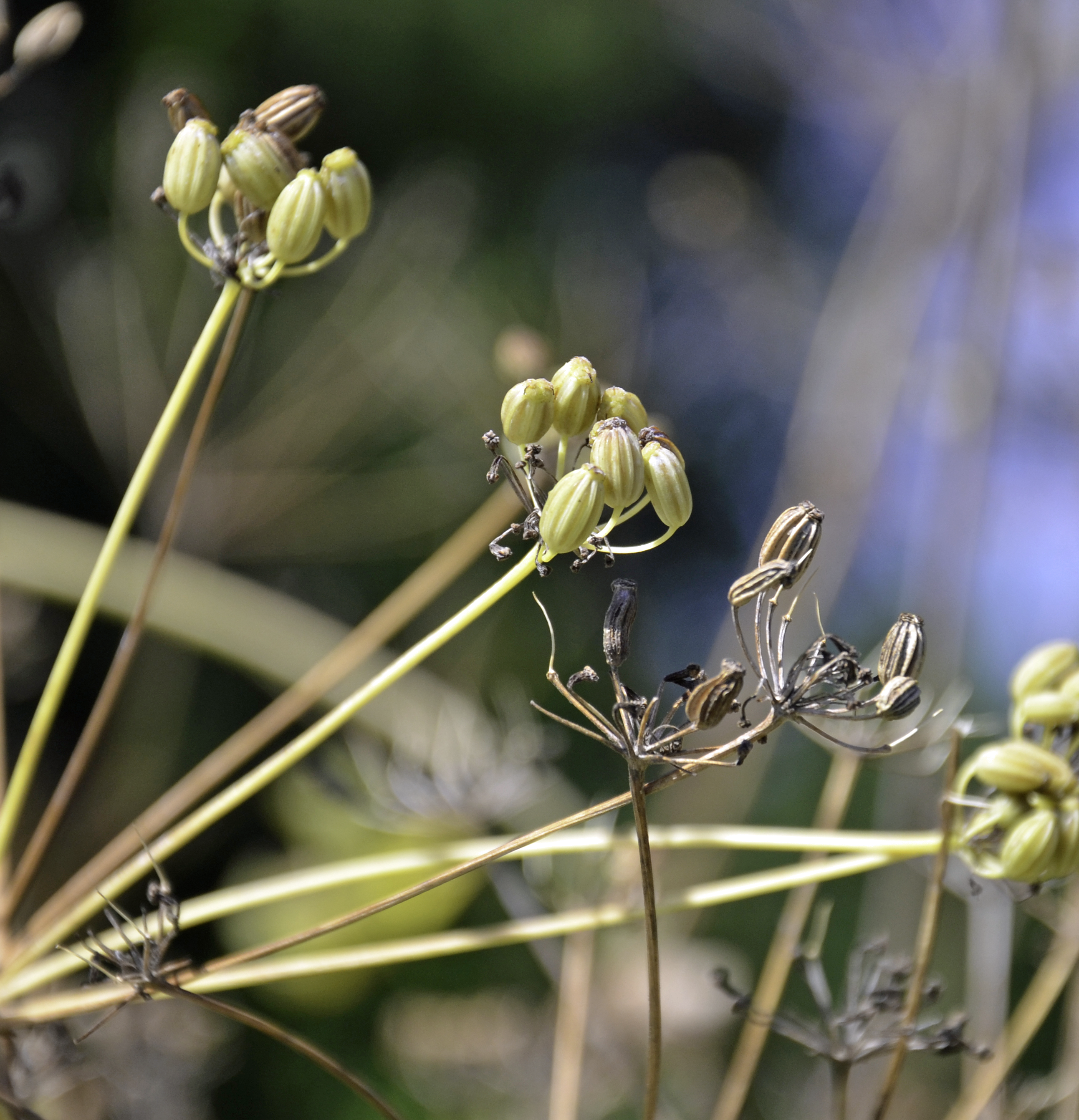
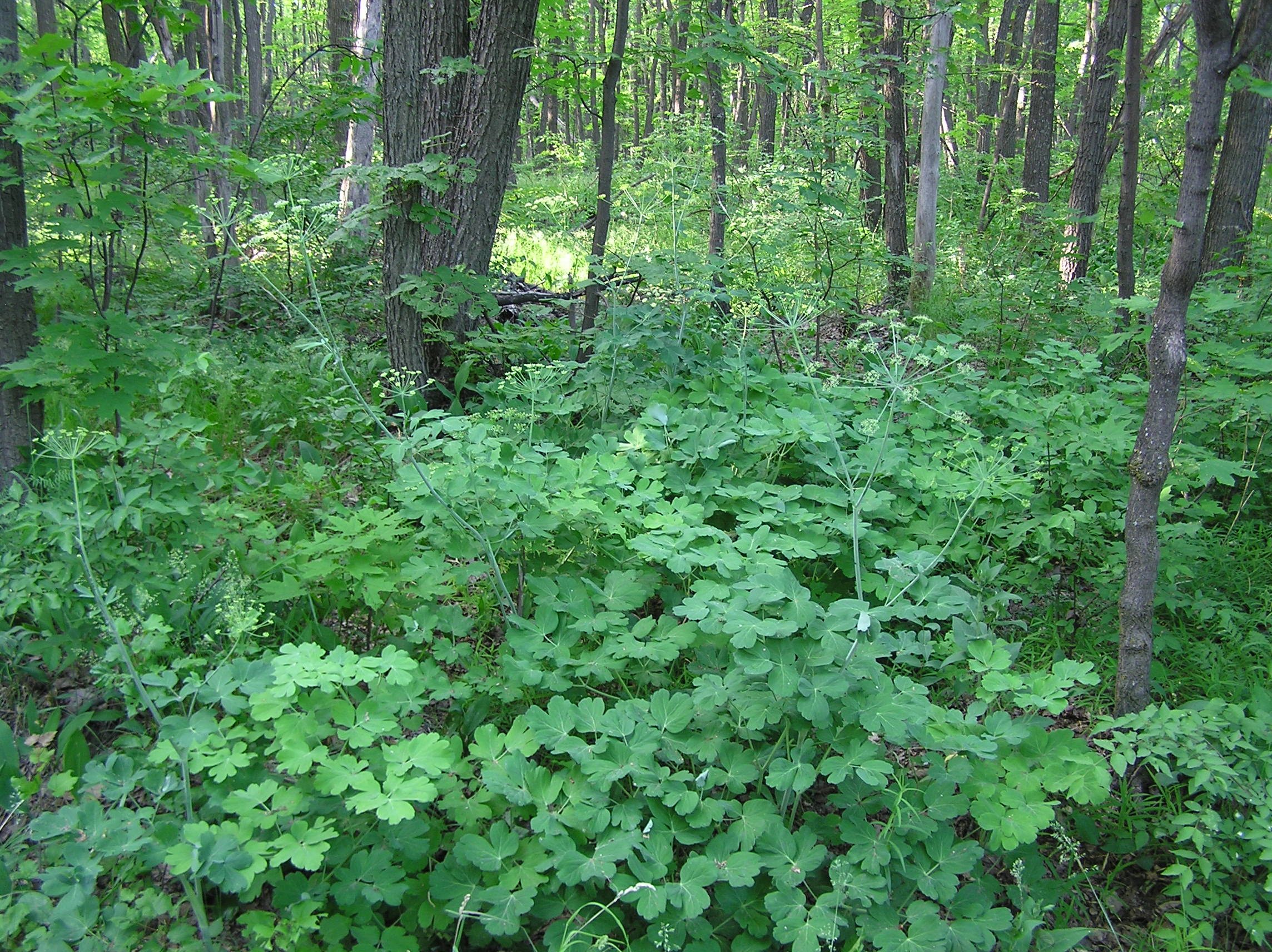
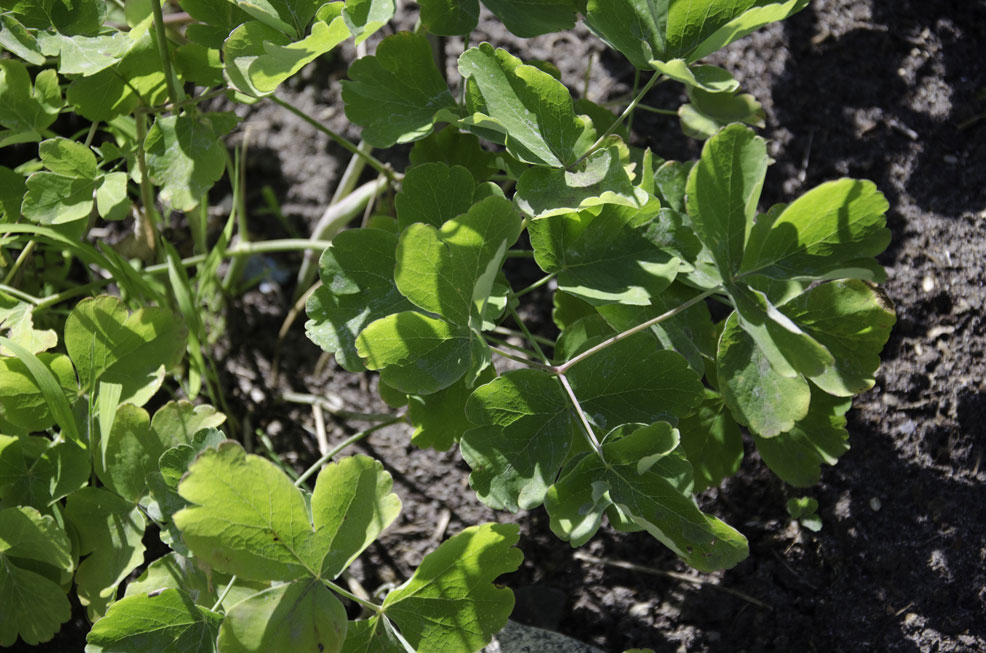